# Región de Tōkai
Tōkai (東海?) es una subregión de Japón, que se extiende a lo largo de la costa del océano Pacífico.
Debido a la discrepancia entre diferentes autores, es difícil determinar exactamente las provincias que la componen. Desde el punto de vista geográfico, son las prefecturas de Shizuoka, Aichi y Gifu, pero también están considerados los lazos económicos que unen a Aichi y Gifu con la prefectura de Mie.

## Geografía

### Provincias y ciudades
La subregión de Tōkai se compone de tres provincias, una de ellas varía de acuerdo con los criterios:
- Provincias:  Aichi Angel Bisa Chiryu Chita Hamamatsu Handa Hekinan Ichinomiya Inazawa Inuyama Iwakura Kariya Kasugai Komaki Konan Nagoya, Nishio  Nisshin Okazaki Obu Owariasahi Seto Shinshiro Tahara Takahama Tokoname Tokai Toyoake Toyohashi Hamamatsu Toyota Tsushima

- Provincias: Gifu Ena Gero  Gifu (ciudad), Gujo Hashima Hida Kakamigahara Kani Mino Minokamo Mizuho Mizunami Motosu Nakatsugawa Ogaki  Seki Tajimi Takayama Toki Yamagata

### Provincia puede o no pertenecer a la región, dependiendo de su punto de vista
- Provincias:  Shizuoka Atami Fuji Fujieda Fujinomiya Fukuroi Gotenba Hamakita Hamamatsu Ito Iwata Izu Kakegawa Kosai Mishima Numazu Omaezaki Shimada Shimoda  Shizuoka Susono Tenryu Yaizu

- Provincias:  Mie Hisai Iga Inabe Ise Kameyama Kumano Kuwana Matsusaka Nabari Owase Shima Suzuka Toba Tsu Yokkaichi

- Datos: Q398989
- Multimedia: Tōkai region / Q398989